# Peter Sheridan
Peter Sheridan (Dublino, 1952) è uno sceneggiatore e drammaturgo irlandese.
(Frank McCourt riguardo al romanzo Nato a Dublino)
Insieme al fratello regista Jim Sheridan ha fondato la Project Theatre Company.
Ha diretto lo Abbey Theatre di Dublino e, a New York, l'Irish Arts Center e l'Irish Repertory Theatre.